# Drosophila nesiota
Drosophila nesiota este o specie de muște din genul Drosophila, familia Drosophilidae, descrisă de Wheeler și Hajimu Takada în anul 1962. Conform Catalogue of Life specia Drosophila nesiota nu are subspecii cunoscute.